# Dróth Júlia
Dróth Júlia (Prága, 1956 –) magyar nyelvész, a Károli Gáspár Református Egyetem oktatója.

## Élete
Középiskolai tanár volt az I. László Gimnáziumban, majd a Szent István Egyetemen tanított docensként. Jelenleg[mikor?] a Károli Gáspár Református Egyetem Angol Nyelvészeti Tanszékének docense. Doktorátusát 2002-ben szerezte alkalmazott nyelvészetből Formatív értékelés a fordítás oktatásában című dolgozatával a Pécsi Tudományegyetemen. Foglalkozott fordítástudománnyal, terminológiával, lexikográfiával, általános- és szaknyelvoktatással. Német nyelvtudással is rendelkezik. A Magyar Alkalmazott Nyelvészek és Nyelvtanárok Egyesületének választmányi tagja.
Munkásságát a következő díjakkal ismerték el: 
- SZIE Babérkoszorú Ezüst Fokozat (kiadta a Szent István Egyetem) – 2003
- Magyar Felsőoktatásért Emlékplakett (kiadta az Oktatási és Közm. Minisztérium) – 2008
- SZIE Babérkoszorú Arany Fokozat (kiadta a Szent István Egyetem) – 2009
- Az én pedagógusom (kiadta a M-Érték Egyesület) – 2011

## Művei
- Fától az erdőt. Kérdések és válaszok a fordítás technikájáról. (szakkönyv) Budapest: Magyarországi Fordítóirodák Egyesülete, Fordítói ABC-sorozat, 4. kötet, 2011. 116 pp. ISBN 978-963-87631-2-9; ISSN 1786-2159
- Dróth Júlia (2016): Nyelvtani döntések, lexikai választások, helyesírási szabályok. Útmutató a szakfordítóképzés hallgatóinak. Szaknyelv és Szakfordítás 2016, 66–79. Gödöllő: SZIE